# Коронный трибунал

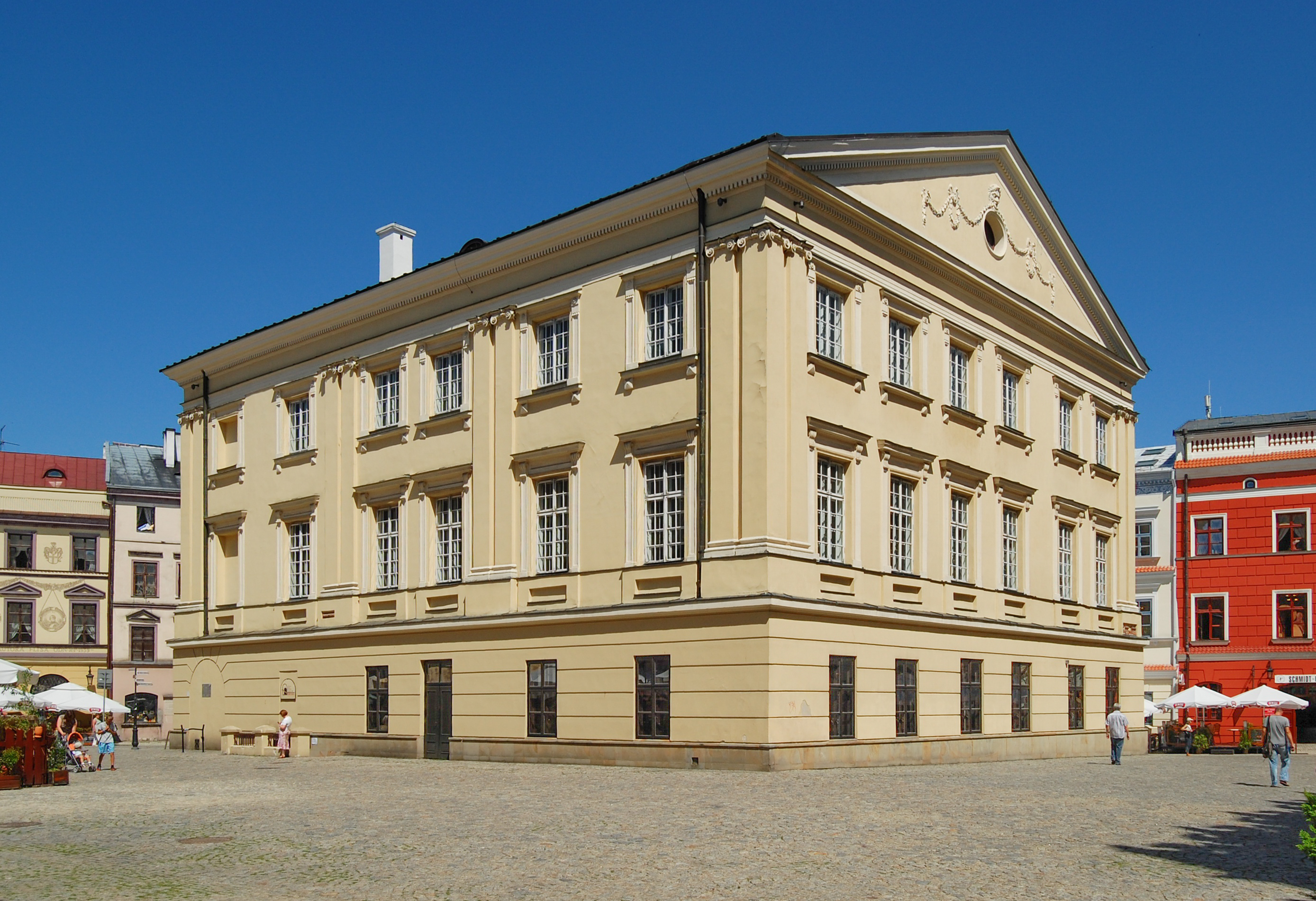
Здание Коронного трибунала в Люблине.

Коронный трибунал (Трибунал Королевства Польского, Главный коронный трибунал) (пол. Trybunał Koronny) — высшая апелляционная судебная инстанция в Королевстве Польском и Польско-литовской республики для шляхетских судов, организованный Вольным Сеймом в Варшаве, в 1578 году.
В другом источнике указано что высший или главный суд в Польше, учреждённый в 1578 году — Трибунал коронный (judicium ordinarium generale Tribunalis Regni sive Tribunal generale) или Трибунал петроковский, и до его учреждения высший суд в Польше принадлежал королю, к которому поступали дела или по апелляции от низших судебных инстанций, или непосредственно.

## История
В бывшем городе Серадзского княжества, позже воеводство, Петроков (Piotrków), забранного в 1339 году в состав коронных земель Великой Польши, Стефаном Баторием был основан в 1578 (1518) году «коронный трибунал», который в течение 214 лет ежегодно собирался два раза, то есть он был один для всей Польши, но ежегодно имел две сессии: одну для Великой Польши в Петрокове, другую — для Малой Польши в Люблине. В других источниках указано что в период с 1578 года по 1793 год Петроков (назывался Tribunalski, ввиду заседавшего в нем Коронного Трибунала, в отличие от Петрокова в Брест-куявском воеводстве) это место заседания верховного суда для Мазовии и Великой Польши («коронного трибунала»).
До 1578 года высшим и главным судьёй в Королевстве Польском был король. В своём дворцовом суде монарх мог рассматривать все дела. Имел право рассматривать в своём суде любые дела в королевстве. Каждый, до начала XVI века, даже холоп, мог подать на рассмотрение своё дело в королевский суд. От этого суд не мог себя представлять оперативным и справедливым. Отчего, в 1523 году, произошла первая реформа суда и он разделился на суды по воеводствам c воеводами во главе. Королевский суд отсылал им дела, которые те рассматривали, как суды первой инстанции. Однако, и это не привело к справедливости. В такой ситуации работы над реформами судопроизводства прибегали местами просто к экзекуции и наделило шляхту ещё большими полномочиями. В 1563 году образован одноразовый суд последней инстанции в воеводствах, для ускорения дел королевских судов. Наконец, в 1578 года, Стефан Баторий, своим указом образовал найвышейший судебной инстанцией исключительно Коронный Трибунал.

## Состав
Судили в нём шляхта и духовенство. Шляхетские депутаты избирались на Депутатских Сеймах, по одному, либо двум, от воеводства в зависимости от его размеров. Состоял из 27 судей (депутатов), избранных сроком на один год. Часть депутатов от духовенства избиралась капитулой. Во главе трибунала стоял избранный Маршалок. Вначале Трибунал собирался в Петрикове(Петриков Трибунальский), для провинций Велькопольских (Воеводства: Познанское, Калиское, Серадское, Лечицкое, Брестско-Куявсое, Иноврацловское, Мазовецкое, Плоцкое, Равское, вместе с Землёй Вильнюсской и Землёй Добрынской). В Люблине собирались для провинций Малопольских (воеводства:Краковское, Сандомерское, Русское, Подольское, Подляское, Люблинское, а с 1590 воеводства Киевское, Брацлавское и Черниговское). В 1590 провинции Малопольские стали заседать в Люблине. Сессии в Люблинской ратуше проводились весной и летом, а в Петриковском замке — осенью и зимой.
Сеймом в 1764 утвердилось два отделения трибунальских судов: Трибунал Коронный Великопольский и Трибунал Коронный Малопольский. Сессии трибунала великопольского происходили в Петрикове, в Будгошче и в Познане. Трибунал малопольский попеременно в Люблине и во Львове. В 1768 Сеймом закрепилось проведение судов для великопольского — в Калише и Петрикове, а малопольского — в Люблине.

## Компетенции
Компетенции Коронного трибунала были прописаны в Конституции вольного Сейма Варшавского в 1578 году. Трибунал был второй и последней инстанцией для дел, рассматриваемых в судах земских, городских, подкоморских (шляхетский суд в правобережной Украине для рассмотрения, комиссарских и деревенских. Хотя, чаще всего, дела, по которым подсудимым грозила кара смерти, повешения, утрата чести или имений, рассматривалась с суде Сеймовом. Решение принималось голосованием. При равности голосов, без перевеса в ту или иную сторону, дело отсылали на сейм, а с 1607, откладывали до следующей сессии Сейма. В рассмотрении мещанских, где одна из сторон представляла духовенство, при равности голосов, досуживал суд сеймовый.
Языком для рассмотрения дел из воеводств и коронных земств, была латынь. Дела из земель литовско-русских рассматривались и записывались на старобелорусском языке, а с XVIII века, практически только на польском.

## Фотогалерея

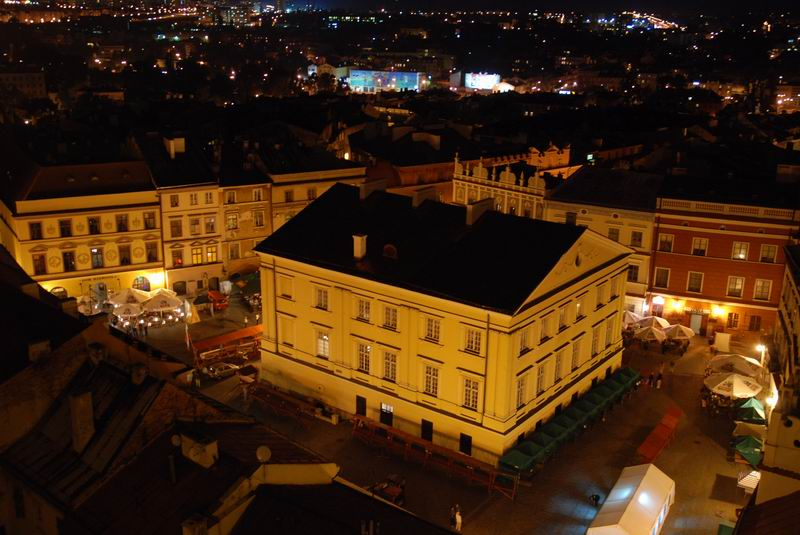
Вид с Тринитарской башни.
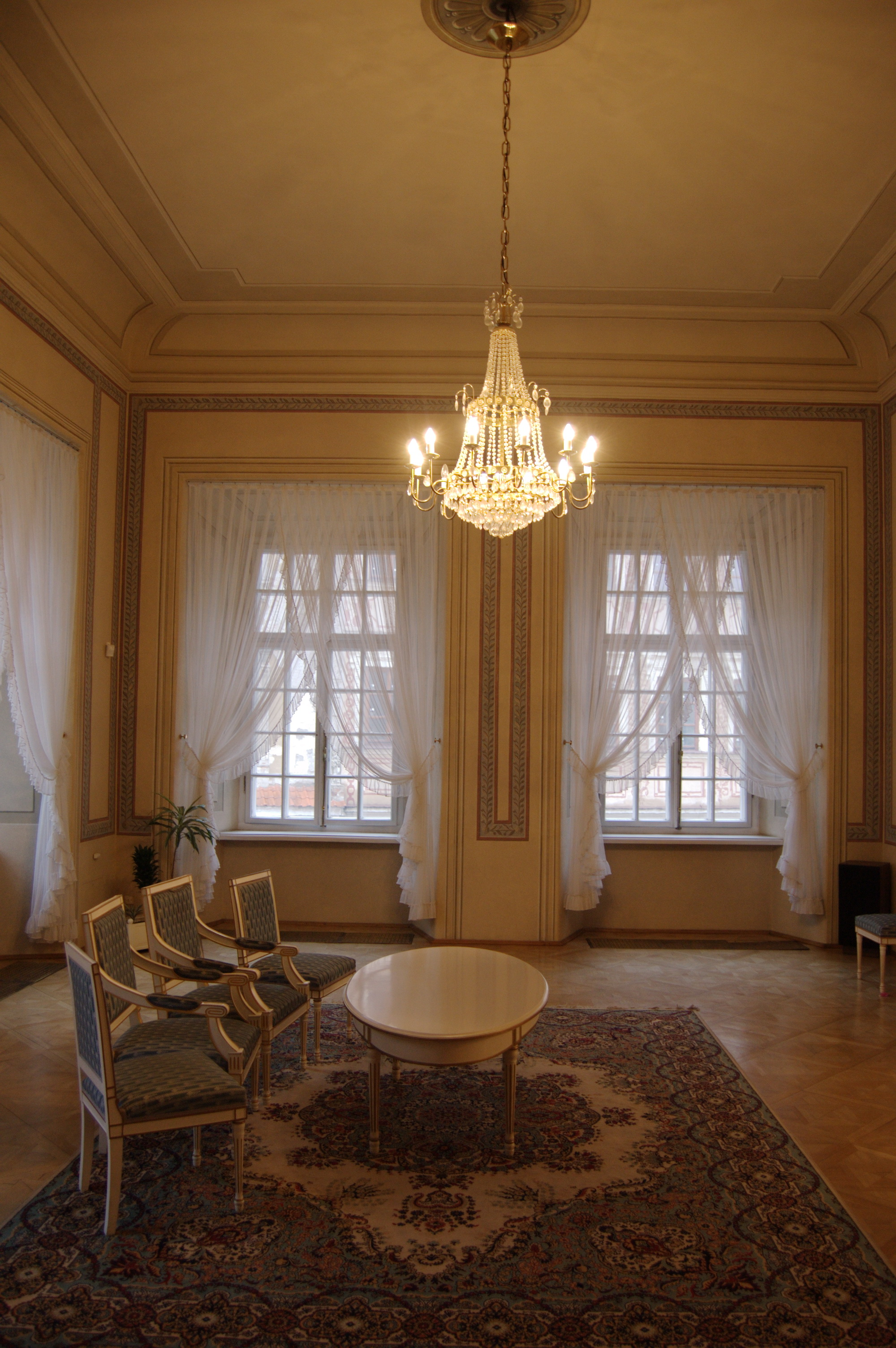
Вид внутри.
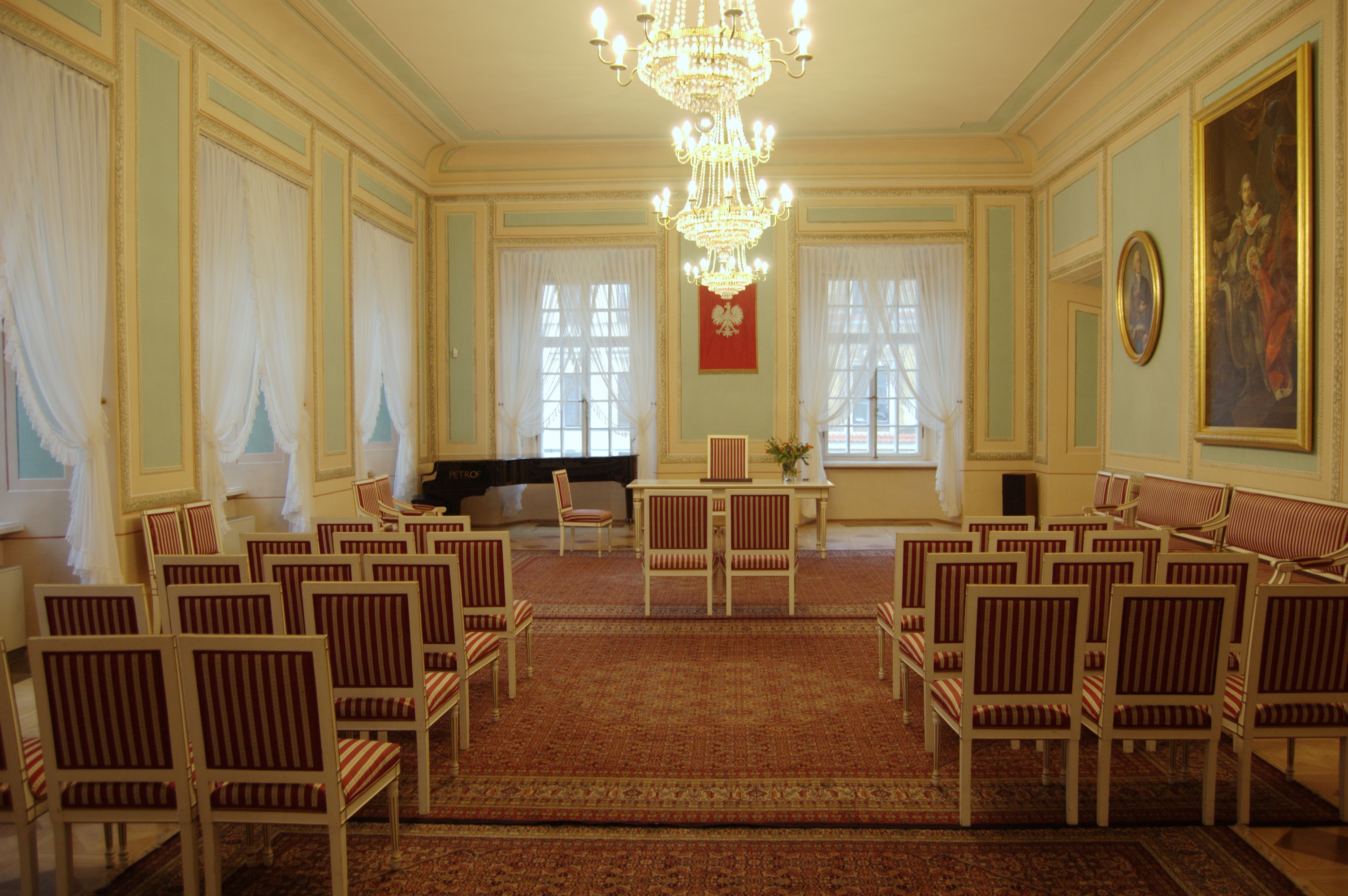
Зал бракосочетаний.
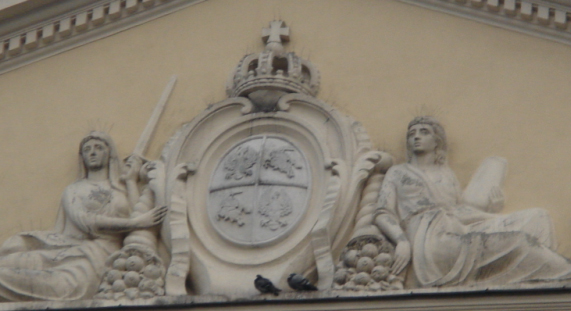
Барельеф с польским орлом и литовской погоней.
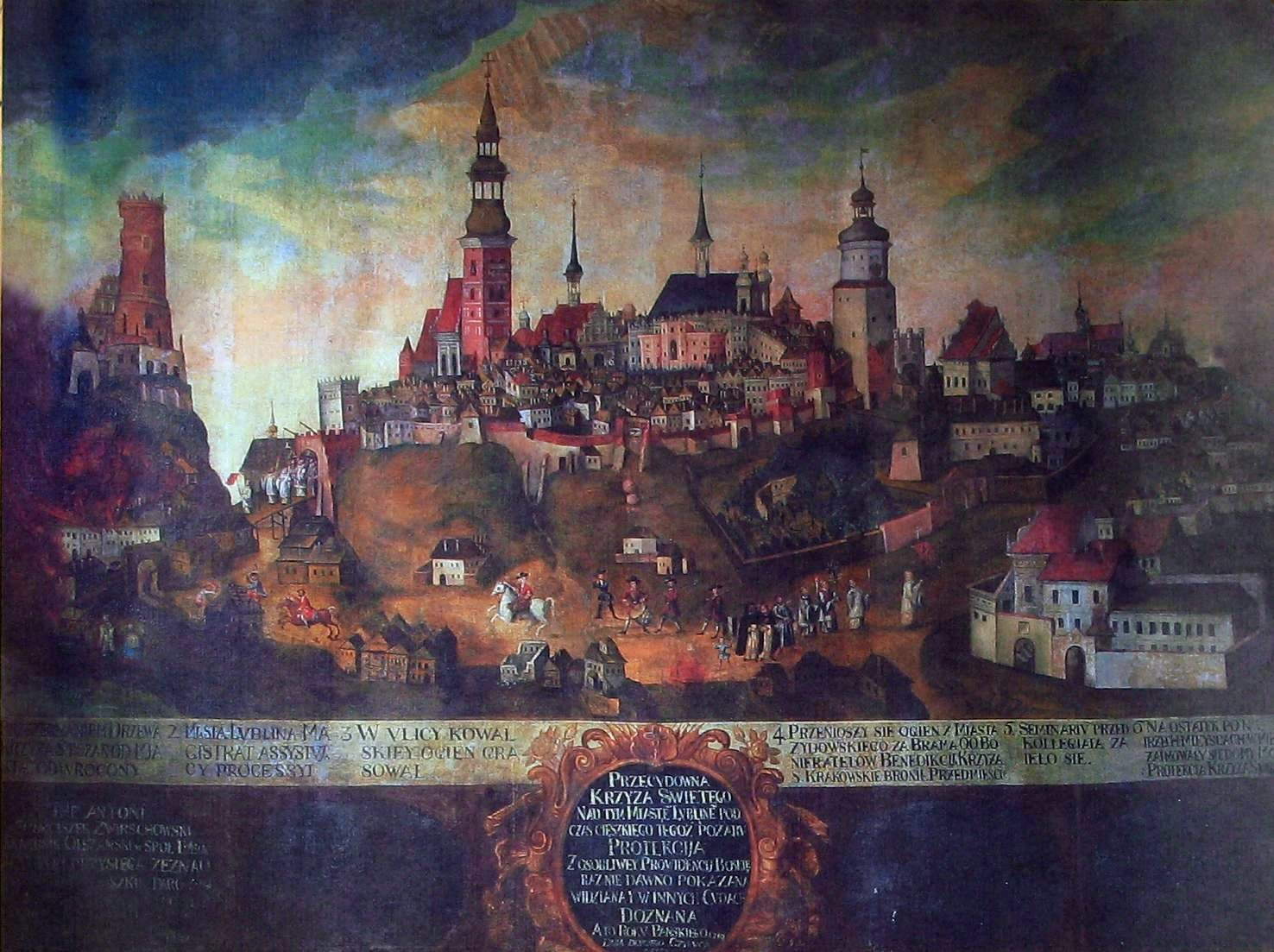
Коронный трибунал на картине 1719 года.
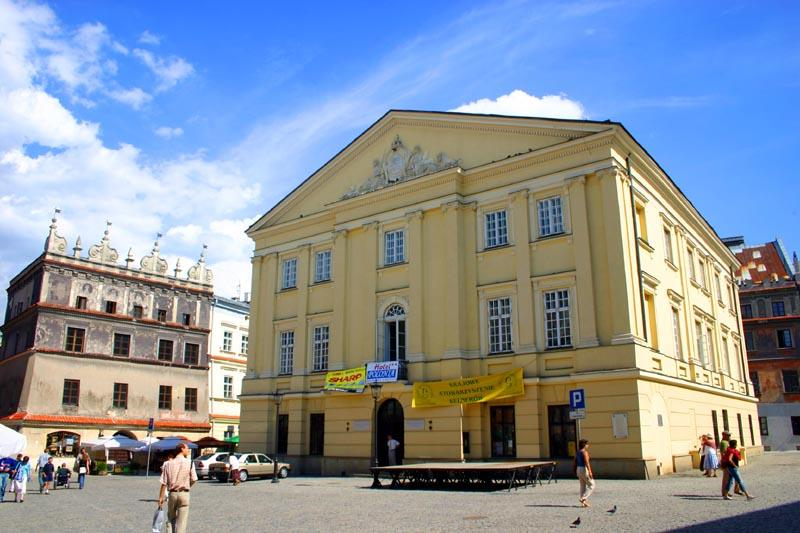
Здание коронного трибунала.